# Batalla de Cirencester
La Batalla de Cirencester tuvo lugar en 628 en Cirencester en Inglaterra. El conflicto implicó los ejércitos de Mercia, bajo Penda, y los Gewisse (predecesores de Wessex), liderados por Cynegils y Cwichelm. Los mercianos derrotaron a los Gewisse y, según Bede, "después de lograr un acuerdo", ocuparon el valle del Severn y el reino de Hwicce, que había sido controlado por los Gewisse desde la Batalla de Dyrham en 577.